# Motor outboard

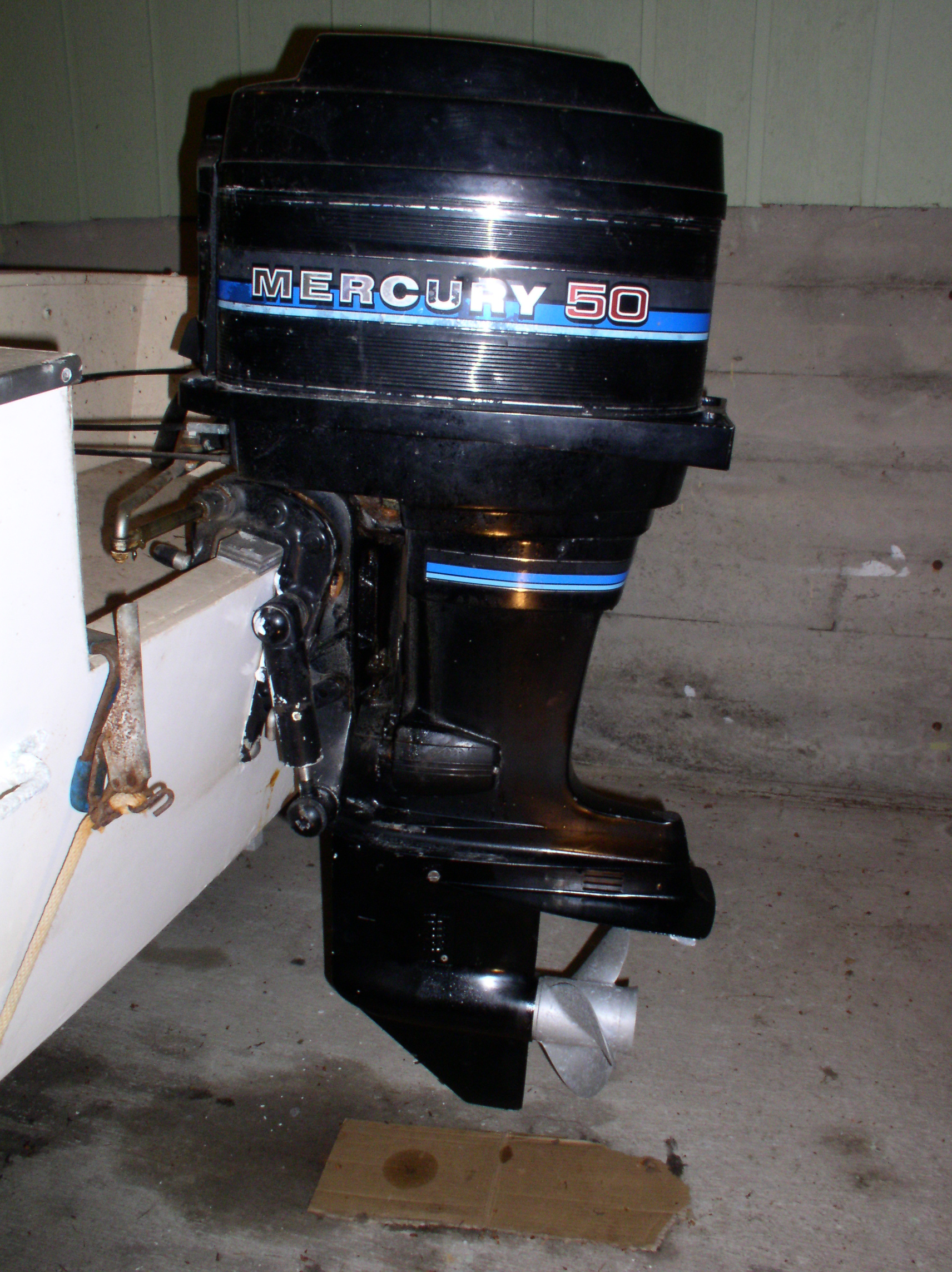
Motor outboard Mercury de 50 CP

Motorul outboard sau motorul de barcă este un motor cu ardere internă montat la pupa în exteriorul bordajului și folosit ca sistem de propulsie pentru ambarcațiuni. Acesta conține, într-un singur bloc, motorul cu ardere internă, transmisia și elicea. Motoarele outboard pot fi scoase de la pupa pentru păstrare sau reparații. 
Marea  majoritate funcționează cu benzină, dar există și modele diesel, electrice, sau cu pompă hidraulică.
Motoarele outboard cu ardere internă pot funcționa în doi sau patru timpi, iar puterea lor poate fi între 0,5–350 CP.

## Istoric
În 1903 americanul Cameron B. Waterman construiește un motor răcit cu aer conectat prin intermediul pinioanelor la o elice, special pentru propulsarea bărcilor. Producția a început în anul 1906 și 25 de astfel de motoare au fost vândute. Un an mai târziu, motorul a fost reproiectat pentru a fi răcit cu apă vânzându-se 3000 de modele.
În 1908 Ole Evinrude american de origine norvegiană, concepe primul motor outboard, un motor care se putea fixa pe partea din spate a unei bărci, iar în 1920 înființează Evinrude Light Twin Motor Company (ELTO).
În 1921 frații Johnson, încep producția unui motor outboard cu un principiu de funcționare mai bun, la cere au inclus pentru prima oară, piese din aluminiu turnate sub presiune.
În 1928 Briggs & Stratton, achiziționează Evinrude Motors și împreună cu firma Ralph Evinrude (fiul lui Ole Evinrude) înființează Motor Corporation, la care se produc primele motoare outboard în patru timpi.
În 1930 sunt realizate primele motoare outboard cu aprindere electrică : Speeditwin Electric 22 CP și Johnson VE50, 26 CP.
În 1949 este construit Johnson Sea Horse, un model revoluționar ce includea aproape toate caracteristicele care se găsesc la motoarelor outboard din prezent: pornirea cu demaror, transmisie cu mers înainte, înapoi și neutru, precum și rezervor detașabil. 
După cel de Al Doilea Război Mondial, apar noi producători de motoare outboard cum ar fi Mercury, Mariner, Yamaha, Suzuki, Honda, Tohatsu. Motoarele produse sunt mai fiabile, mult mai eficiente și mai puțin poluante.
În anii 1990, noile reglementări referitoare la emisiile poluante în S.U.A. și țările europene, au condus la proliferarea motoarelor în patru timpi.

## Motorul outboard în doi timpi
Se numește motor în doi timpi pentru că există un timp de admisie-compresie și unul de ardre-evacuare. 
Motorul în doi timpi funcționează cu amestec de benzină și ulei. 

Primele modele au fost echipate cu un carburator, fiind mari consumatoare de combustibil și poluatoare ale mediului.
Cu timpul, majoritatea motoarelor convenționale cu carburator au fost retrase și înlocuite cu motoare moderne în doi timpi cu injecție directă și injecție electronică, fără a se pierde puterea motorului, precum și cu accelerare mai rapidă. 

### Avantaje
Principalele avantaje ale motoarelor outboard în doi timpi sunt:
- nu au supape, ceea ce simplifică construcția și sunt mai ușoare
- aprinderea bujiei se face o dată la fiecare rotație, ce conduce la o putere mai mare pentru aceeșai cilindree
- accelerație și viteză sporită
- excelent raport putere/greutate
- sistem de management al motorului
- sistem electronic de aprindere
- cele cu injecție directă produc mai puține emisii nocive, sunt mai silențioase și au un preț mai scăzut față de cele cu carburator

## Motorul outboard în patru timpi
La motorul outboard în patru timpi, admisia, compresia, arderea și evacuarea, se fac pe rând. Aceste motoare au devenit în ultimii ani extrem de populare, de altfel reprezintă 70 ... 80 % din motoarele outboard comercializate la nivel mondial. 

Motoarele în patru timpi funcționează cu benzină, sau motorină (cele diesel), iar uleiul este utilizat numai pentru ungere. Acesta trebuie însă schimbat la fiecare 100 de ore de funcționare.

### Avantaje
- poluare scăzută
- consum redus de combustibil
- accelerare și putere de propulsie bune la viteză ridicată
- este silențios
- sistem de management al motorului
- sistem electronic de aprindere